# Johann Sporschil
Johann Chrysostomus Sporschil   (auch: Sporschill, * 23. Januar 1800 in Brünn; † 16. Dezember 1863 in Wien)  war ein österreichischer Journalist und patriotischer Fachschriftsteller.

## Leben
Johann Sporschil besuchte in seiner Heimatstadt das Gymnasium und studierte anschließend Rechtswissenschaft und Staatswissenschaften an der Universität Wien. 1823 legte er die Examina ab. In dieser Zeit gehörte er zum Bekanntenkreis Beethovens, für den er ein Libretto „Die Apotheose im Tempel des Jupiter Ammon“ entwarf, das jedoch keine Vertonung von Seiten des Komponisten erfuhr. Im Jahr 1827 zog er nach Leipzig, wo er als freier Schriftsteller arbeitete und sich mit geschichtlichen Arbeiten und Übersetzungen beschäftigte. Er wirkte danach als Journalist an den Blättern „Unser Planet“ und „Sachsen-Zeitung“ mit und verfasste nebenbei ein englisches Wörterbuch.
1832 übersiedelte er nach Braunschweig, wo er für Karl Heinrich Hermes, den Herausgeber der „Deutschen National-Zeitung“ arbeitete und das damit verbundene Wochenblatt redigierte. Die Launenhaftigkeit seines Verlegers verleidete ihm schnell die Tätigkeit und er kehrte 1833 nach Leipzig zurück, wo er seine historischen Arbeiten fortsetzte. Seine Beiträge für die „Deutsche Allgemeine Zeitung“ bezeugten seine tiefen patriotischen Gefühle für sein früheres Heimatland. Auf Anregung des k.k. Generalkonsuls in Leipzig, Josef Sebastian Ritter von Grüner verfasste er im Königreich Sachsen politische Flugschriften, welche die Herrschaft des Hauses Habsburg propagierten. Zeitgleich schrieb er Aufsätze für „Rhein- und Moselzeitung“, „Rheinische Volkshalle“, „Deutsches Volksblatt“ und „Karlsruher Zeitung“. 1856 wurde seine Verdienste vom Kaiser von Österreich durch Verleihung der großen goldenen Medaille für Kunst und Wissenschaft belohnt.
Als aufgeklärtem Katholiken wurde ihm die in Sachsen herrschende deutsch-katholische Strömung zu viel, so dass er im August 1858 Leipzig für immer den Rücken kehrte und zurück nach Wien übersiedelte. Ein Nachlassen seiner Kräfte führte bei dem stattlichen und bereits schwer beweglichen Mann im Dezember 1863 zum Tode, er hinterließ eine Witwe und eine bereits verheiratete Tochter. Unter seiner Hinterlassenschaft finden sich umfangreiche Geschichtswerke, mehrere lexikalische und grammatikalische Werke, des Weiteren mehrere geographischen Schriften, fremdländischen Reisewerke und auch einige künstlerische Darstellungen. Seine Geschichtswerke, in deren kurzem und bestimmtem Schreibstil er sich von Phrasen und Ausschweifungen rein hielt, waren für einen größeren Leserkreis bestimmt.

## Familie
Sein Onkel war Peter von Sporschill, Bürgermeister von Prag zwischen 1826 und 1838.

## Schriften
- Die große Chronik. Geschichte des Krieges des verbündeten Europa’s gegen Napoleon Bonaparte in den Jahren 1813, 1814 und 1815 (4 Bände in 9 Teilbänden). Westermann, Braunschweig 1840–1842.
  - Bd. 1: Der Feldzug von 1813 (4 Teilbände). 1840–1841 Teil 2, Teil 3, Teil 4
  - Bd. 2: Der Feldzug von 1814 (2 Teilbände). 1841; 1.2 Teil 1.3 Teil,  2.1 Teil 2.2 Teil
  - Bd. 3: Der Feldzug von 1815. 1841.
  - Bd. 4: Nachträge
    - Teilband 1: Feldzug der Oesterreicher in Illyrien und Italien in den Jahren 1813 und 1814. 1842. Digitalisat
    - Teilband 2: Feldzug der Engländer, Spanier und Portugiesen gegen die französischen Armeen der Pyrenäen und von Arragonien, im Jahre 1814. 1842. Digitalisat
    - Teilband 3: Feldzug der Oesterreicher gegen Joachim Murat, im Jahre 1815. 1842. Digitalisat
- Geschichte der Völkerschlacht bei Leipzig: , 1841, Digitalisat
- Geschichte der Kreuzzüge, 1843, Digitalisat
- Der Feldzug der Oesterreicher in der Lombardei unter dem  Feldmarschall Graf Radetzky im Jahr 1848. Stuttgart 1848 (online)
- Geschichte des Entstehens, des Wachsthums und der Größe der österreichischen Monarchie (8 Bände). Leipzig 1846.
  - Band 5: Von 1637 bis 1648 (Google Books).
- Der Dreißigjährige Krieg. Westermann, Braunschweig 1845.
- Die Freiheitskriege der Deutschen in den Jahren 1813, 1814, 1815 (9 Bände). Westermann, Braunschweig 1859. Band 1, Band 6.2
- Die Geschichte der Deutschen von den ältesten Zeiten bis auf unsere Tage (5 Bände + Ergänzungsband). Manz, Regensburg 1849–1854, Band 1,Band 2,Band 3,Band 4,Band 5,Band 6